# Éloge de l'amour
Éloge de l'amour è un film del 2001 diretto da Jean-Luc Godard.